# ジル (自動車)
ジル（ZILまたはZiL, ロシア語: Завод имени Лихачёва (ЗиЛ), ラテン文字転写：Zavod imeni Likhacheva, リハチョフ記念工場の意）は、高級乗用車・トラック・重機を製造していたロシアの大手メーカー。2012年を最後にすべての車両生産が終了した。
一時期はバスや装甲戦闘車両、アエロサン、そしてソビエト連邦の指導者向けの装甲車も製造していた。また、主にロシア政府高官向けの高級車を手作業で製造しており、それらは西側諸国の最高級車と同等レベルの価格であったがCIS外での需要はなく、年に十数台しか製造されなかった。

## 歴史

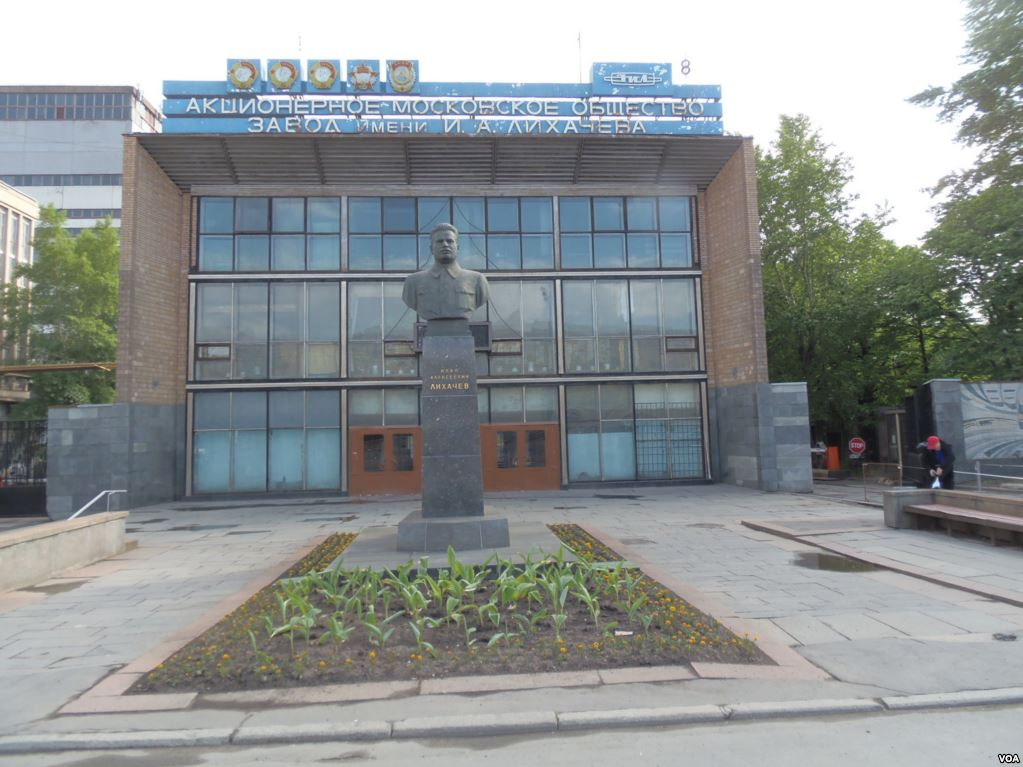
リハチョフ記念工場

1916年にモスクワ自動車 (Автомобильное Московское Общество, АМО) として設立され、フィアット F-15 1.5トントラックをライセンス生産する計画であった。しかし、十月革命やロシア内戦のため、1号車であるAMO-F-15は1924年11月になって生産された。
1931年にはU.S. A.J. Brandt Co.社の助けで規模を拡大して再設立し、当時の指導者ヨシフ・スターリンの名を取った「スターリン記念工場」（Zavod Imeni Stalina, ZISあるいはZiS, ジス）となった。
第二次世界大戦中の1940年代には、アメリカの高級車でスターリンも好んでいたパッカードの旧型ボディプレスがアメリカ大統領フランクリン・ルーズベルトの仲介で譲渡され（スターリンへの懐柔策）、しばらく旧型パッカードと同型のボディを持つ高級車を生産した。以後も1960年代まで、乗用車デザイン・設計についてはパッカードを始めとするアメリカ製大型車を多くの面で模倣、1960年代後期以降はやはり同時期のアメリカ製高級車に類似した巨大な直線基調デザインのリムジンを生産した。
この「スターリン記念工場」は、1956年のニキータ・フルシチョフによるスターリン批判の後、先代の工場長イワン・リハチョフにちなんで「リハチョフ記念工場」となり、略称も「ZIL」（ジル）となった。
2012年を最後に車両生産はすべて終了したが、会社自体は存続しており、会社の土地を他の目的に使う不動産事業は続いている。

## 車種

### リムジン
- ZIS-101（1936年）
- ZIS-110（1942年）
- ZIS-115
- ZIL-111（1958年）
- ZIL-114
- ZIL-117
- ZIL-4104
- ZIL-41041
- ZIL-41047（1985年 - 2010年）
- ZIL-4105
- ZIL-4112R

### トラック
- AMO-F-15（1924年）
- AMO-3（1931年）
- ZIS-5、ZIS-6（1934年、Autocar 2 10-cwtトラックのコピー）
- ZIS-22、ZIS-42（1941年？）
- ZIS-128
- ZiS-150（1947年）
- ZiS-151（1948年）
- ZIL-164（ロシア語版）（1957年）
- ZIL-157（1958年）
- ZIL-135（1959年）
- ZIL-130（1964年）
- ZIL-131（1967年）
- ZIL-133（1975年）
- ZIL-5301 "Bychok" ("Bull")（ロシア語版）（1992年）
- ZIL-4334（ロシア語版）（1994年）
- ZIL-6404（1996年）

### バス
- ZIS-8
- ZIS-16（1941?年）
- ZIS-154
- ZIS-155（1949年）
- ZIS-127（1955年）
- ZIL-158（1957年）
- ZIL-118 "Yunost"（1967年）
- ZIL-3250（1998年）

### スポーツカー・レーシングカー
- ZIS-101 スポーツ（1939年）
- ZIS-112/4（1958年）
- ZIL-112 スポーツ（1960-62年）
- ZIL-412 S（1962年）

### その他
- B-3 ハーフトラック
- BTR-152 装甲兵員輸送車
- ZIS-458 水陸両用車
- ZIL-4906 水陸両用車
- ZIL-41041 セダン
- ZIL-41047 リムジン
- ZIL-4102 試作サルーン
- en:List of ZiL vehicles
- Category:ZiS/ZiLの車種